# Regino
Prümi Regino (latinul: Regino Prumiensis, németül: Regino von Prüm), (Altrip, 842 körül – Trier, 915) középkori német krónikás.

## Élete
Regino valószínűleg a Rajna mellett fekvő Altripban született. 885-ben a prümi, 892-ben a custosai kolostor apátja lett. A helyi pártviszályok miatt 899-ben otthagyta a kolostorát, és 915-ben önkéntes száműzetése helyén, a trieri Szt. Maximin kolostorban hunyt el.

## Művei
Regino tulajdonképpen Radbod trieri érsek sürgetésére írta meg a De synodalibus causis ac disciplinis ecclesiasticist, és az egyházi zene reformjáról szóló De harmonica institutione című könyveit. Ezeknél jelentősebb az Adalbert trieri püspöknek ajánlott Krónikája, amelyet a keresztény időszámítással, Krisztus születésén kezdett. Az eseményeket 906-ig dolgozta fel, és 908-ban fejezte be a krónika írását. A trieri Szt. Maximin-kolostor egyik szerzetese, Adalbert (később Magdeburg első érseke) folytatta Regino művét 968-ig.

## Vélekedése a magyarokról
Regino ír a korabeli magyarok viselt dolgairól is. Szerinte a magyarok igen vad és kegyetlen nép, amelynek nevét a korábbi századokban nem ismerték. Szkítiából és a Tanais mocsarai közül 889-ben vándoroltak ki. A magyarokat a lakóhelyükről a besenyők szorították ki a pannonok és az avarok pusztaságaira. Itt a magyarok kezdetben halászattal és vadászattal foglalkoztak, később – kitűnő íjászok lévén – Karintiában, Morvaországban és Bulgáriában nagy sikerű portyázásokat hajtottak végre. Regino szerint a magyarok nem kitartó harcosok, és vadak módjára – mint hallotta – nyers hússal táplálkoznak, embervért isznak. Hozzáteszi még, hogy a magyarok az elfogottak szívét fölvagdalva, egymás közt felosztják és csodaszerként fogyasztják.
Regino Szkítia leírásánál illetve a szkíták (magyarok) életmódjánál Marcus Iunianus Iustinus 3. századi történetíró munkásságát használta fel, dolgozta át. Emiatt történeti értéke e két vonatkozásban nincsen. Justinusnál Szkítia leírása egy ősi antik toposz. Lényege, hogy a civilizálatlan szkíták romlatlanságát állítja szembe a civilizációban élő görögök-rómaiak romlottságával. Tehát egyrészt ez egy kultúrakritika, másrészt a történeti érték már Justinus idejében hiányzott.
Regino ezt úgy dolgozza át, hogy a romlatlanság-motívumot kiiktatja és helyette az elmaradottságot és kegyetlenséget hangsúlyozza, ennek fő ösztönzője az akkortájt kialakult ellenszenv, mely a frissen Kárpát-medencébe érkező, és a nyugati népek ellen sikeres hadjáratokat vezető magyarok hatására jelent meg.
Regino folytatója, Adalbert sem kevésbé ellenségesen emlékezik meg a magyarokról.